# 멍링저
멍링저(중국어: 孟令哲, 병음: Mèng Lìngzhé, 한자음: 맹령철, 1998년 4월 16일~)는 중화인민공화국의 레슬링 선수로 2024년 하계 올림픽에서 그레코로만형 헤비급 동메달을 획득했다.

## 경력
산둥성 허쩌시 딩타오구 멍하이진에서 태어났다. 4세 때 우슈를 시작했으며 2004년 허쩌 체육학교 레슬링 지도자인 마장스의 권유로 레슬링을 시작했고 허쩌 체육학교에서 수학했다. 학교 졸업 후인 2009년에 산둥성 레슬링단에 입단했다.
2015년 중국 주니어 국가대표가 되었으며 아시아 주니어 선수권 대회에서 은메달 2개를 획득했다. 2016년에는 중국 성인 국가대표로 발탁되었으며 그 해 2월 헝가리 솜버트헤이에서 열린 헝가리 그랑프리 대회를 통해 중국 국가대표 데뷔전을 가졌다.
2018년 8월에는 인도네시아 자카르타에서 열린 2018년 아시안 게임에 참가하여 7위를 했고 10월에 부다페스트에서 열린 2018년 세계 선수권 대회에서도 7위에 올랐다.
2024년 8월 파리에서 열린 2024년 하계 올림픽에 참가하면서 선수 경력 첫 올림픽 대회에 출전했다. 그는 루마니아의 알린 알렉수크치우라리우와 리투아니아의 만타스 크니스타우타스를 꺾고 준결승에 진출했으며 준결승에서 칠레의 야스마니 아코스타에게 패했다. 이후 동메달 결전전에서 이집트의 압둘라티프 무함마드를 상대로 승리하여 동메달을 획득했다.